# Lucie Silvas
Lucie Joanne Silverman (Kingston upon Thames, Reino Unido, 4 de septiembre de 1977), más conocida como Lucie Silvas, es una cantautora británica.

## Biografía
Hija de padre neozelandés y madre escocesa vivió siempre rodeada del ambiente musical familiar. Tiene dos hermanas, Mia y Nikki. Su padre es un amante de la música y su madre Isobel fue una cantante de ópera. Lucie creció en Nueva Zelanda y comenzó sus estudios de piano a los cinco años componiendo su primera canción de amor a los diez años. En el instituto empezó a estudiar música y una de sus compañeras le sugirió presentarle a su madrastra, Judie Tzuke, a la que más tarde acompañaría como corista en sus giras. Dejó de estudiar a los 16 años, pero pronto conoció a Gary Barlow, que había sido miembro de Take That. En poco tiempo se vio rodeada de gente que le animaba a grabar un disco con canciones compuestas por ella para piano y voz, como el productor Mike Peden y cómo no, Judie Tzuke. 
Escribió canciones para Sarah Whatmore, Gareth Gates, Rachel Stevens o Liberty X. Se consolidó como cantante en solitario con "What You're Made Of" de "Breathe In", 2003 su primer álbum y con el que consiguió los primeros puestos de éxitos en gran parte de Europa. 
En 2006 sacó su segundo álbum publicado, "The Same Side", producido por el productor de Coldplay X&Y, alcanzando también los primeros puestos en países como Alemania, Irlanda o Reino Unido.
En 2015, contrajo matrimonio con John Osborne, una de las partes del dúo estadounidense de música country Brothers Osborne.

## Discografía

### Álbumes

#### Álbumes de estudio
| Año  | Álbum             | Mejores posiciones en listas | Mejores posiciones en listas | Mejores posiciones en listas | Mejores posiciones en listas | Mejores posiciones en listas | Mejores posiciones en listas | Mejores posiciones en listas | Ventas                   |
| Año  | Álbum             | UK                           | IRE                          | AUT                          | DIN                          | ESP                          | FR                           | HOL                          | Ventas                   |
| ---- | ----------------- | ---------------------------- | ---------------------------- | ---------------------------- | ---------------------------- | ---------------------------- | ---------------------------- | ---------------------------- | ------------------------ |
| 2004 | Breathe In        | 11                           | 27                           | 13                           | 40                           | 7                            | 50                           | 1                            | Copias Vendidas: 600,000 |
| 2006 | The Same Side     | 62                           | 125                          | —                            | —                            | 31                           | —                            | 5                            | Copias Vendidas: 120,000 |
| 2015 | Letters to Ghosts | —                            | —                            | —                            | —                            | —                            | —                            | —                            |                          |
| 2018 | E.G.O.            | —                            | —                            | —                            | —                            | —                            | —                            | —                            |                          |

#### Extended plays
| Año  | Álbum         | Posiciones |                        |
| Año  | Álbum         | UK         |                        |
| ---- | ------------- | ---------- | ---------------------- |
| 2000 | Forget Me Not | 156        | Copias Vendidas: 5,000 |
| 2015 | Lucie Silvas  | —          |                        |

### Sencillos
| Año  | Título                                      | Álbum             | Mejores posiciones en listas | Mejores posiciones en listas | Mejores posiciones en listas | Mejores posiciones en listas | Mejores posiciones en listas | Mejores posiciones en listas | Mejores posiciones en listas | Mejores posiciones en listas | Mejores posiciones en listas |
| Año  | Título                                      | Álbum             | UK                           | IRL                          | HOL                          | BEL                          | SUI                          | ALE                          | FR                           | AUT                          | SUE                          |
| ---- | ------------------------------------------- | ----------------- | ---------------------------- | ---------------------------- | ---------------------------- | ---------------------------- | ---------------------------- | ---------------------------- | ---------------------------- | ---------------------------- | ---------------------------- |
| 2000 | "It's Too Late"                             | Forget Me Not     | 62                           | —                            | —                            | —                            | —                            | —                            | —                            | —                            | —                            |
| 2004 | "What You're Made Of"                       | Breathe In        | 7                            | 19                           | 28                           | 63                           | 46                           | 73                           | 40                           | 22                           | 21                           |
| 2005 | "Breathe In"                                | Breathe In        | 6                            | 34                           | 41                           | —                            | —                            | 86                           | —                            | —                            | —                            |
| 2005 | "The Game Is Won"                           | Breathe In        | 38                           | —                            | —                            | —                            | —                            | —                            | —                            | —                            | —                            |
| 2005 | "Don't Look Back"                           | Breathe In        | 34                           | 48                           | —                            | —                            | —                            | —                            | —                            | —                            | —                            |
| 2005 | "Forget Me Not" (Re-release)                | Breathe In        | 76                           | —                            | 48                           | —                            | —                            | —                            | —                            | —                            | —                            |
| 2006 | "Nothing Else Matters" (cover de Metallica) | Breathe In        | —                            | —                            | 12                           | 54                           | —                            | 38                           | —                            | —                            | —                            |
| 2006 | "Last Year"                                 | The Same Side     | 79                           | 114                          | 66                           | —                            | —                            | —                            | —                            | —                            | —                            |
| 2007 | "Sinking In"                                | The Same Side     | —                            | —                            | —                            | —                            | —                            | —                            | —                            | —                            | —                            |
| 2014 | "Letters to Ghosts"                         | Letters to Ghosts | —                            | —                            | —                            | —                            | —                            | —                            | —                            | —                            | —                            |
| 2014 | "You Got It"                                | Letters to Ghosts | —                            | —                            | —                            | —                            | —                            | —                            | —                            | —                            | —                            |
| 2015 | "Villain"                                   | Letters to Ghosts | —                            | —                            | —                            | —                            | —                            | —                            | —                            | —                            | —                            |
| 2015 | "Winter Wonderland"                         |                   | —                            | —                            | —                            | —                            | —                            | —                            | —                            | —                            | —                            |

### Colaboraciones y Versiones Nuevas
| Año  | Single                                                   | Álbum                                         | Chart positions | Chart positions | Chart positions | Chart positions | Chart positions | Chart positions | Chart positions | Chart positions |
| Año  | Single                                                   | Álbum                                         | ALE             | AUT             | BEL             | ESP             | EUR             | FR              | HOL             | SUI             |
| ---- | -------------------------------------------------------- | --------------------------------------------- | --------------- | --------------- | --------------- | --------------- | --------------- | --------------- | --------------- | --------------- |
| 2006 | "Même Si (What You're Made Of)" (with Grégory Lemarchal) |                                               | —               | —               | 11              | —               | 21              | 2               | —               | 26              |
| 2006 | "What You're Made Of" (Spanish) (with Antonio Orozco)    |                                               | —               | —               | —               | 1               | —               | —               | —               | —               |
| 2006 | "Everytime I Think of You" (with Marco Borsato)          | The Same Side (Edición para los Países Bajos) | —               | —               | 5               | —               | 88              | —               | 1 (5)           | —               |
| 2006 | "The Only Ones" (with Reamonn)                           | Wish (Re-Issue)                               | 23              | 26              | —               | —               | 96              | —               | —               | 32              |

### Versiones de otros artistas
En el álbum "Breathe In" de 2003, incluye una versión del tema "Nothing Else Matters" de Metallica, aparecido originalmente en el disco "Black Album", estrenado en el año 1991.